# ريان كيلي (مصور أخبار)
ريان كيلي (بالإنجليزية: Ryan Kelly) هو مصور أخبار أمريكي، ولد في 1986 في سبرينغفيلد (فرجينيا) في الولايات المتحدة.

## وصلات خارجية
- الموقع الرسمي